# Acacia atkinsiana
Acacia atkinsiana é uma espécie de leguminosa do gênero Acacia, pertencente à família Fabaceae.